# Mourgon (Allier)
Pour les articles homonymes, voir Mourgon.
Le Mourgon est une rivière française qui coule dans le département de l'Allier et la région administrative Auvergne-Rhône-Alpes. C'est un affluent en rive droite de l'Allier et donc un sous-affluent de la Loire.

## Géographie
La rivière prend sa source sur la commune d'Isserpent à 420 mètres d’altitude au lieu-dit "La Loge Gade". Elle s'oriente dans la direction ouest sur 24,3 km jusqu’à son point de confluence avec l’Allier au lieu-dit "Le Grand Poénat" entre Billy et Saint-Germain-des-Fossés.

### Communes et cantons traversés
Le Mourgon traverse huit communes, toutes situées dans le département de l'Allier : Isserpent, Saint-Christophe, Saint-Étienne-de-Vicq, Bost, Creuzier-le-Neuf, Seuillet, Marcenat (sur une centaine de mètres seulement), Saint-Germain-des-Fossés, Billy (confluence).

### Bassin versant
Le Mourgon traverse une seule zone hydrographique « Le Mourgon & ses affluents » (K312) de 127 km2 de superficie. Ce bassin versant est constitué à 87,13 % de « territoires agricoles », à 9,36 % de « forêts et milieux semi-naturels », à 2,89 % de « territoires artificialisés ».

## Affluents
Le Mourgon a douze affluents référencés dont :
- le Vif (K3126000)
- le Dalbot (K3127700)
- l'Abrion (K3127800)
- l'Anaire (K3128000)
- le Jacquelin (K3129000)
  - l'Arnaison (K3129200)